# Manfred Lehner
Manfred Lehner (* 1963 in Leoben) ist ein österreichischer Klassischer und Provinzialrömischer Archäologe.

## Leben
Ab 1982 studierte Lehner Klassische Archäologie und Kunstgeschichte an der Universität Graz (Sponsion 1988, Promotion 1995). Nach seiner Habilitation zum Thema der Siedlungskontinuität Binnennoricum/Karantaniens (Venia für Klassische und Provinzialrömische Archäologie 2010) ist er seit 2010 Vertragsdozent. Er trägt den Titel eines Ao. Universitäts-Professors.

## Schriften (Auswahl)
- Die Artefakte der Sesklo- und Diminikultur sowie der Bronzezeit Thessaliens am Institut für klassische Archäologie der Universität Graz (DiplA. Graz 1988). permalink.obvsg.at
- mit Thuri Lorenz und Gerda Schwarz: Griechische und italische Vasen aus der Sammlung des Instituts für Klassische Archäologie der Karl-Franzens-Universität Graz (= Veröffentlichungen des Instituts für Klassische Archäologie der Karl-Franzens-Universität Graz. Band 1). Akad. Dr.-und-Verl.-Anst., Graz 1993, ISBN 3-201-01578-4.
- Tumulus und Rotunde. Die Archäologie des Leechhügels (Graz, Steiermark). Dissertation Graz 1995 (ungedruckt). permalink.obvsg.at
- Binnennoricum – Karantanien zwischen Römerzeit und Hochmittelalter. Ein Beitrag zur Frage von Ortskontinuität und Ortsdiskontinuität aus archäologischer Sicht (Habilitationsschrift Graz 2009). permalink.obvsg.at
- mit Ingeborg Gaisbauer, Christoph Gutjahr, Hajnalka Herold, Nikolaus Hofer, Elfriede Hannelore Huber, Alice Kaltenberger, Johanna Kraschitzer, Karin Kühtreiber, Gabriele Scharrer-Liška, Harald Stadler, Kinga Tarcsay: Mittelalterliche und neuzeitliche Keramik in Österreich. Ein terminologisches Handbuch. Horn 2010. academia.edu
- mit Reinhard Härtel, Bernhard Hebert, Gernot Peter Obersteiner (Hrsg.): Markgraf Leopold, Stift Rein und die Steiermark: archäologisch-historische Aspekte: Beiträge einer interdisziplinären Tagung der Historischen Landeskommission für Steiermark in Stift Rein am 24. und 25. Oktober 2012 (= Forschungen zur geschichtlichen Landeskunde der Steiermark. Band 70). Historische Landeskommission für Steiermark, Graz 2015, ISBN 978-3-901251-44-3.
- mit Bernhard Schrettle (Hrsg.): Zentralort und Tempelberg: Siedlungs- und Kultentwicklung am Frauenberg bei Leibnitz im Vergleich: Akten des Kolloquiums im Schloss Seggau am 4. und 5. Mai 2015 (= Veröffentlichungen des Instituts für Archäologie der Karl-Franzens-Universität Graz; Studien zur Archäologie der Steiermark. Band 15; 1). Phoibos Verlag, Wien 2016, ISBN 978-3-85161-163-2.
- mit Gabriele Koiner, Elisabeth Trinkl (Hrsg.): Akten des 18. Österreichischen Archäologietages am Institut für Antike der Universität Graz (= Veröffentlichungen des Instituts für Antike der Karl-Franzens-Universität Graz. Band 18). Phoibos Verlag, Wien 2022, ISBN 978-3-85161-268-4.